# وحدة تنظيم التأمين (الكويت)
تأسست وحدة تنظيم التأمين وفقاً لقانون رقم (125) لسنة 2019 في شأن تنظيم التأمين الصادر في الجريدة الرسمية (جريدة الكويت اليوم) بتاريخ 1 سبتمبر لسنة 2019. وبموجب هذا القانون تقوم بتنظيم نشاط التأمين والرقابة عليه بما يتسم بالعدالة والشفافية والتنافسية، وتنمية نشاط التأمين وتطوير أدواته بما يتوافق مع أفضل الممارسات العالمية وتوفير حماية للمتعاملين في نشاط التأمين.

## الأهداف
تتمثل أهدافها في:
- تنظيم أنشطة سوق التأمين والرقابة عليه بما يتسم بالعدالة والشفافية والتنافسية.
- تنمية أنشطة التأمين وتطوير أدواته بما يتوافق مع أفضل الممارسات العالمية.
- توفير حماية للمتعاملين في أنشطة التأمين.
- تطبيق السياسات التي تحقق العدالة والشفافية وتمنع تعارض المصالح.
- العمل على ضمان الالتزام بالقوانين واللوائح ذات الصلة بنشاط التأمين.
- توعية الجمهور بأنشطة التأمين والمنافع والمخاطر والالتزامات المرتبطة به وتشجيع تنميته.

## وصلات خارجية
- قانون رقم (125) لسنة 2019 في شأن تنظيم التأمين
- اللائحة التنفيذية لقانون تنظيم التأمين
- جريدة الكويت اليوم